# 井倉和也
井倉 和也（いくら かずや、1921年〈大正10年〉10月11日 - 2010年〈平成22年〉1月30日 ）は、日本の銀行家、経営者。滋賀銀行頭取を務めた。

## 来歴・人物
東京都出身。194年に東北帝国大学法文学部法科を卒業し、1946年9月に日本銀行に入行。1972年8月に預金保険機構理事を経て、1974年11月に滋賀銀行副頭取に就任し、1979年6月には頭取に昇格。1989年6月には取締役相談役に退き、1992年4月に日本銀行政策委員会委員を経て、1996年4月には滋賀銀行特別顧問に就任。
1987年11月に藍綬褒章を受章。
2010年1月30日、癌のために死去。88歳没。